# C17H21N3O
化学式C17H21N3O（摩尔质量：283.38 g/mol）可能指：
- RTI-126，CAS号：146659-37-2 ，盐酸盐CAS号：147059-95-8
- Z3517967757，CAS号：2817502-85-3

|  | 这个同类索引页列出了具有相同分子式的化学物（即同分異構體）条目。 除非您是有意链接至本页，否则应将相应条目的内部链接指向正确的条目。 |